# Pont du Cadre Noir
Le pont du Cadre Noir fait partie des plus longs ponts de France (61e position) avec ses 740 mètres de long. Il relie les deux rives de la Loire à Saumur en passant par l'île d'Offard. Sa construction remonte à 1982 et il est doublé en 2010 pour permettre une mise à 2x2 voies et supporter ainsi les 28 000 véhicules (valeur 2009) qui l'empruntent chaque jour. Il fait partie de la Rocade Ouest de Saumur.
Le pont se situe dans le périmètre du Val de Loire inscrit depuis 2000 sur la liste du patrimoine mondial de l’UNESCO et classé Natura 2000.

## Sources et références
1. ↑  [PDF]« RD 347 - Doublement du pont de Saumur », sur Piles.setra.equipement.gouv.fr (consulté le 5 juillet 2010).
2. 1 2 3  « Doublement du Pont du Cadre Noir : encore 1 an de travaux », sur Saumur-kiosque.com (consulté le 5 juillet 2010).
3. ↑  [PDF]« Le doublement du pont du Cadre Noir à Saumur », sur Piles.setra.equipement.gouv.fr (consulté le 5 juillet 2010).
4. ↑  « Val de Loire entre Sully-sur-Loire et Chalonnes », sur Whc.unesco.org (consulté le 5 juillet 2010).